# Медовбрук (Вірджинія)
Медовбрук (англ. Meadowbrook) — переписна місцевість (CDP) в США, в окрузі Честерфілд штату Вірджинія. Населення — 20 898 осіб (2020).

## Географія
Медовбрук розташований за координатами 37°25′50″ пн. ш. 77°28′28″ зх. д. / 37.43056° пн. ш. 77.47444° зх. д. (37.430467, -77.474494).  За даними Бюро перепису населення США в 2010 році переписна місцевість мала площу 21,40 км², з яких 21,05 км² — суходіл та 0,35 км² — водойми.

## Демографія
Згідно з переписом 2010 року, у переписній місцевості мешкало 18 312 осіб у 6585 домогосподарствах у складі 4842 родин. Густота населення становила 856 осіб/км².  Було 7103 помешкання (332/км²).
Расовий склад населення:
| - 43,1 % — чорних або афроамериканців - 39,1 % — білих - 4,2 % — азіатів - 0,7 % — корінних американців - 0,1 % — вихідців з тихоокеанських островів - 9,9 % — осіб інших рас |

До двох чи більше рас належало 2,9 %. Частка іспаномовних становила 15,4 % від усіх жителів.
За віковим діапазоном населення розподілялося таким чином: 25,2 % — особи молодші 18 років, 63,2 % — особи у віці 18—64 років, 11,6 % — особи у віці 65 років та старші. Медіана віку мешканця становила 36,7 року. На 100 осіб жіночої статі у переписній місцевості припадало 93,2 чоловіків;  на 100 жінок у віці від 18 років та старших — 88,4 чоловіків також старших 18 років.
Середній дохід на одне домашнє господарство  становив 66 882 долари США (медіана — 57 253), а середній дохід на одну сім'ю — 72 975 доларів (медіана — 62 112). Медіана доходів становила 39 324 долари для чоловіків та 37 229 доларів для жінок. За межею бідності перебувало 9,9 % осіб, у тому числі 16,3 % дітей у віці до 18 років та 5,0 % осіб у віці 65 років та старших.
Цивільне працевлаштоване населення становило 9436 осіб. Основні галузі зайнятості: освіта, охорона здоров'я та соціальна допомога — 19,8 %, роздрібна торгівля — 13,4 %, мистецтво, розваги та відпочинок — 9,5 %, виробництво — 9,4 %.